# ゆめタウン徳山
ゆめタウン徳山（ゆめタウンとくやま）は、山口県周南市にあるショッピングセンター。イズミが運営する「ゆめタウン」店舗の一つ。

## 概要
2016年（平成28年）9月8日、周南市青山町（遠石地区）にオープンした（プレオープンは9月6日）。周南市内のゆめタウンはゆめタウン新南陽に次ぐ2店舗目。
出店予定地の一部にはスポーツクラブルネサンス徳山が立地していたが、建設に先だち県道を挟んで向かいに移転し、スポーツクラブ＆スパ ルネサンス徳山として再開業した。
特色は、山口県内のゆめタウンの中で最も広い約800坪の食品売場と、周南エリア最大級のフードコート（共に開業時点）。また、オープンに合わせ、地域限定デザインのゆめか「しゅうニャンゆめか」が発行されている。

## フロア構成
- 1階 食品・靴・雑貨・専門店・レストラン
- 2階 衣料品・専門店・フードコート・アミューズメント
- 地階・3階・屋上 立体駐車場

## 主なテナント
- 明屋書店
- ダイソー
- ABCマート
- スーツセレクト
- Green Parks topic
- コムサイズム
- JINS
- メガネの田中
- コメダ珈琲店
- モスバーガー
- はなまるうどん
- リンガーハット
- ソフトバンク
- ワイモバイル

## 交通アクセス

### 鉄道
- JR徳山駅から徒歩約20分（約1,500m）

### バス
- 防長交通「青山町」「ゆめタウン徳山」バス停下車

### 自家用車
- 山陽自動車道徳山東ICから約20分